# 32022 Sarahjenkins
32022 Sarahjenkins è un asteroide della fascia principale. Scoperto nel 2000, presenta un'orbita caratterizzata da un semiasse maggiore pari a 2,2448914 UA e da un'eccentricità di 0,0911219, inclinata di 6,52449° rispetto all'eclittica.